# سابازوشی

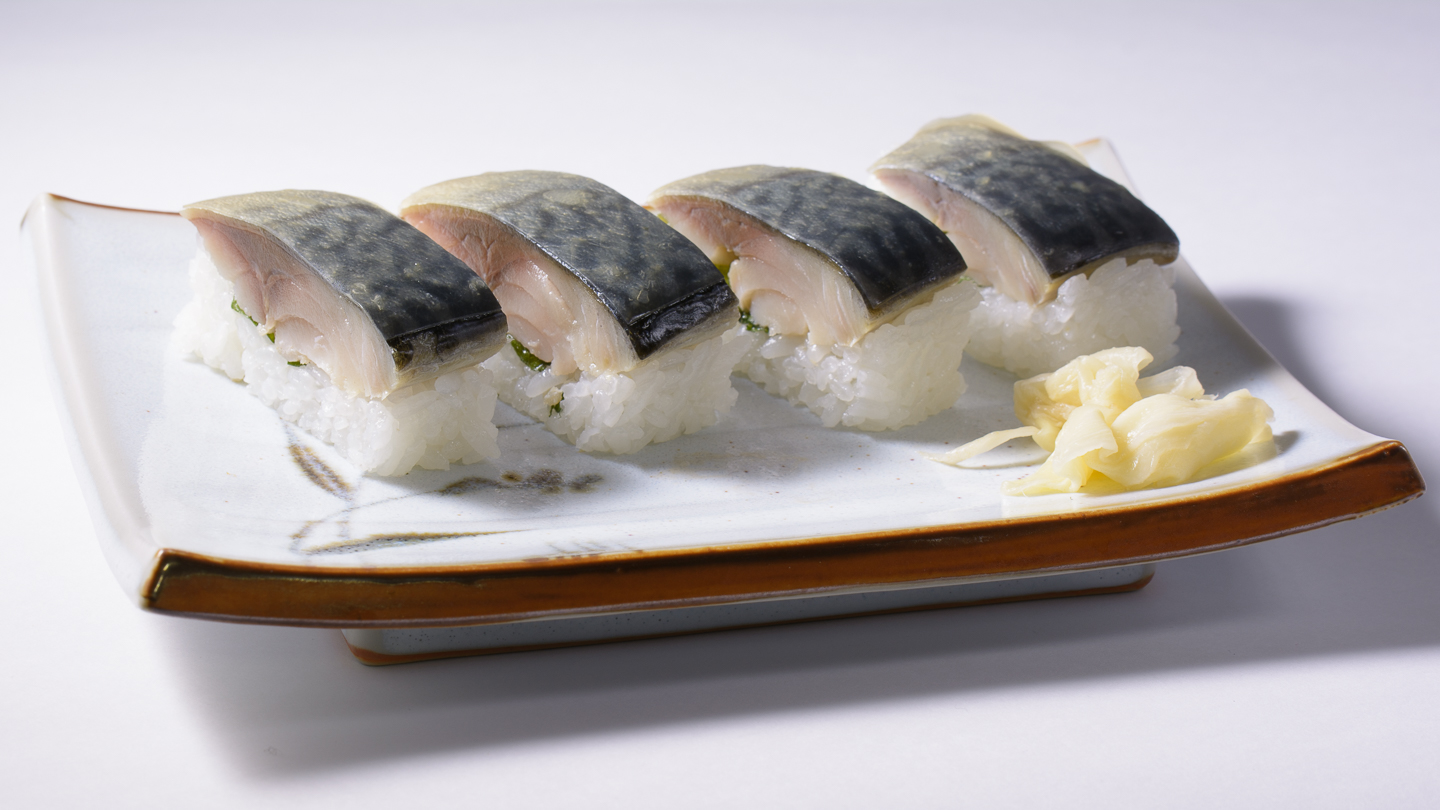
سابازوشی

سابازوشی (به ژاپنی: 鯖寿司 さばずし Sabazushi) یک نوع سوشی است که با استفاده از ماهی ماهی خال‌مخالی تهیه می‌شود. همچنین به نوع ناره‌زوشی (سوشی بدون استفاده از سرکه) ماهی اسقمری اطلس نیز سابازوشی گفته می‌شود. از انواع آن باتّرا، غذای سنتی شهر اوزاکا است. باترا یک نوع سوشی فشاری یا اوشی‌زوشی به شمار می‌رود. ممکن است ماهی خال‌مخالی (سابا) کباب شده بر روی برنج سوشی قرار بگیرد.  

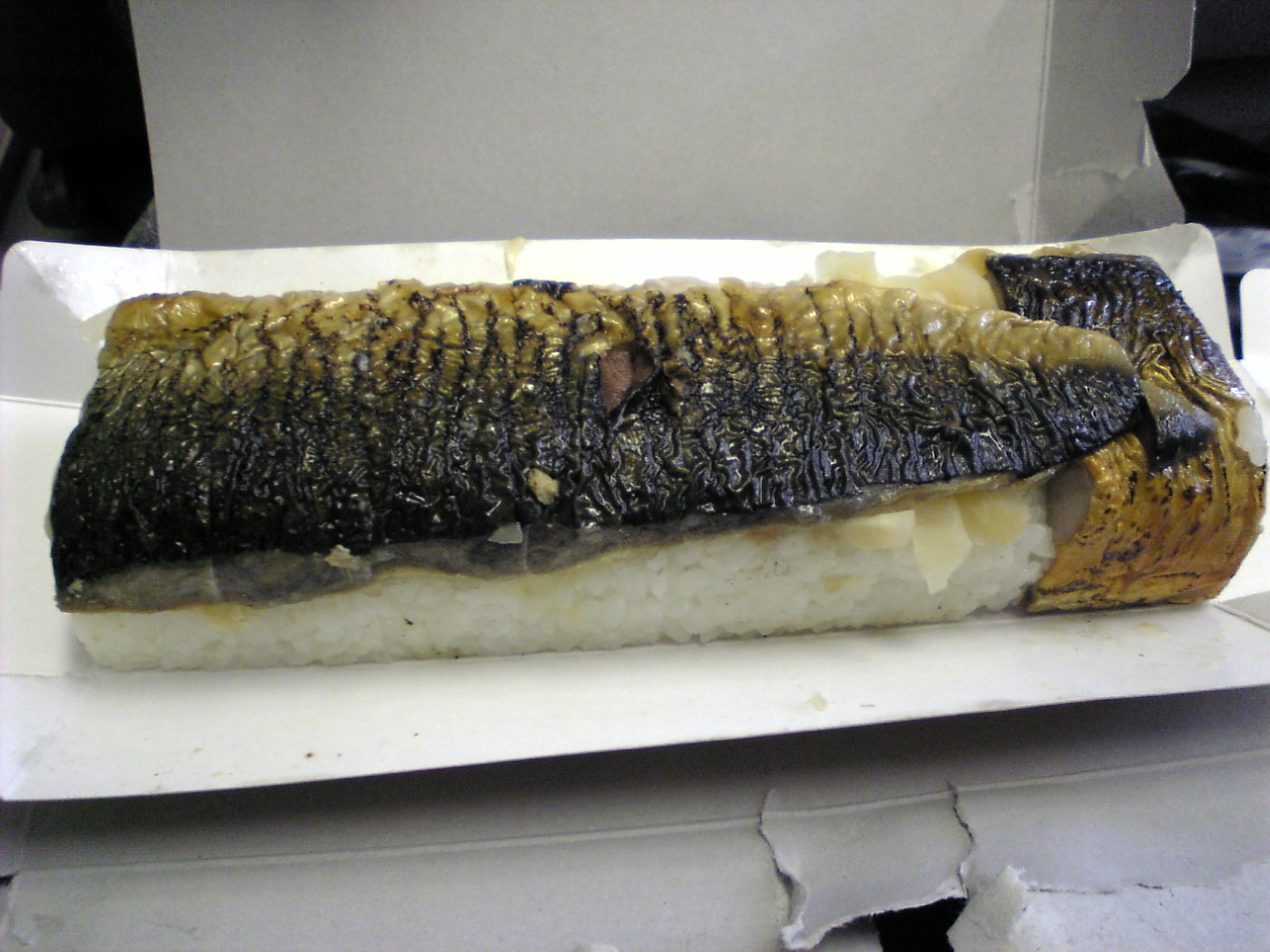
سابازوشی